# 1964年夏季残疾人奥林匹克运动会日本代表团
1964年夏季残疾人奥林匹克运动会日本代表团是日本派出的1964年夏季残疾人奥林匹克运动会代表团。获得1枚金牌、5枚银牌和4枚铜牌。